# Flaga Kurdystanu
Flaga Kurdystanu (kurd. Alaya Kurdistanê) – narodowa flaga Kurdów, obecnie używana jako oficjalna flaga Kurdyjskiego Okręgu Autonomicznego w Iraku.
Słońce umieszczone w centrum flagi jest starożytnym symbolem religijnym i narodowym Kurdów. Jego 21 promieni symbolizuje jezydyzm.
Flagę zaprojektowano w latach 20. XX wieku, jako flagę kurdyjskiej organizacji niepodległościowej Xoybûn.

## Galeria

Flaga Królestwa Kurdystanu (1921–1924)
Flaga Republiki Araratu (1927-1930)
Flaga Republiki Kurdystanu (1946–1947)
Flaga Rodżawy (od 2014)